# Morti il 30 ottobre
| Questa pagina contiene informazioni ricavate automaticamente dalle voci biografiche con l'ausilio del template Bio e di un bot. L'aggiornamento è periodico e automatico e ricostruisce completamente la pagina. Se manca una persona in questa lista, sei pregato di non aggiungerla, ma accertati piuttosto che la sua voce biografica contenga il template Bio e che i dati anagrafici siano correttamente compilati. Se il template Bio manca, inseriscilo tu stesso o, in alternativa, metti l'avviso {{tmp\|Bio}} che ne segnala la mancanza. Se i dati riportati sono sbagliati, correggi direttamente la voce biografica; le modifiche saranno visibili in questa lista entro pochi giorni. Per chiarimenti vedi il progetto biografie. La lista contiene solo le 509 persone che sono citate nell'enciclopedia e per le quali è stato implementato correttamente il template Bio. Pagina aggiornata al 9 ago 2025. |

## IV secolo(1)
- 304 - Saturnino di Cagliari, santo romano (n. 285)

## VI secolo(2)
- 540 - Germano di Capua, vescovo e santo italiano
- 553 - Teia, re

## VII secolo(1)
- 628 - Deodato di Milano, arcivescovo italiano

## IX secolo(1)
- 869 - Gotescalco, teologo tedesco

## XI secolo(1)
- 1046 - Abate Oliva, spagnolo

## XII secolo(4)
- 1119 - Gerardo Della Porta, vescovo cattolico e santo italiano
- 1137 - Sergio VII di Napoli, duca
- 1174 - Federico di la Roche, arcivescovo cattolico francese
- 1186 - Guala, vescovo cattolico italiano

## XIII secolo(6)
- 1239 - Ottone Ghilini, arcivescovo cattolico italiano
- 1248 - Yolanda di Dreux, nobile francese
- 1272 - Ugo IV di Borgogna, duca francese (n. 1212)
- 1282 - Ibn Khallikan, giurista e letterato iracheno (n. 1211)
- 1282 - Roger Mortimer, I barone di Wigmore, nobile e militare britannico (n. 1231)
- 1292 - Benvenuta Boiani, religiosa italiana (n. 1255)

## XIV secolo(1)
- 1381 - Aldobrandino d'Este, vescovo cattolico italiano (n. 1325)

## XV secolo(9)
- 1417 - Pietro Stefaneschi, cardinale italiano
- 1429 - Ambrogio di Baldese, pittore italiano (n. 1352)
- 1453 - Francesco Condulmer, cardinale italiano
- 1459 - Poggio Bracciolini, umanista e storico italiano (n. 1380)
- 1463 - Maria di Borgogna, principessa francese (n. 1393)
- 1466 - Johannes Fust, orafo e tipografo tedesco
- 1473 - Donato Bragadin, pittore italiano
- 1476 - Giovanni Cossa, nobile italiano (n. 1400)
- 1480 - Cicco Simonetta, politico, diplomatico e crittografo italiano

## XVI secolo(8)
- 1513 - Domenico Malipiero, storico e generale italiano (n. 1445)
- 1522 - Jean Mouton, compositore francese
- 1553 - João de Castilho, architetto spagnolo (n. 1470)
- 1553 - Jacob Sturm von Sturmeck, politico tedesco (n. 1489)
- 1574 - Maria di Clèves, nobile francese (n. 1553)
- 1587 - Carlo II di Lorena-Vaudémont, cardinale e vescovo cattolico francese (n. 1561)
- 1591 - Luzio Dolci, pittore italiano
- 1593 - Cesare Lanza, conte di Mussomeli, nobile e politico italiano

## XVII secolo(17)
- 1602 - Jean-Jacques Boissard, antiquario, poeta e storico francese (n. 1528)
- 1605 - George Clifford, III conte di Cumberland, politico e corsaro inglese (n. 1558)
- 1611 - Carlo IX di Svezia, sovrano svedese (n. 1550)
- 1618 - Carlo d'Austria, nobile e militare austriaco (n. 1560)
- 1626 - Willebrord Snel, matematico, astronomo e fisico olandese (n. 1580)
- 1632 - Enrico II di Montmorency, militare francese (n. 1595)
- 1632 - Girolamo Vidoni, cardinale italiano (n. 1581)
- 1640 - Giovanni Battista Agatich, vescovo cattolico dalmata (n. 1570)
- 1650 - Antonio Canal, politico italiano (n. 1567)
- 1651 - Terence Albert O'Brien, vescovo cattolico irlandese (n. 1601)
- 1654 - Go-Kōmyō, imperatore giapponese (n. 1633)
- 1656 - Ferruccio Baffa Trasci, vescovo cattolico, teologo e filosofo italiano (n. 1590)
- 1664 - Nanbu Shigenao, militare giapponese (n. 1606)
- 1680 - Antoinette Bourignon, mistica fiamminga (n. 1616)
- 1680 - Francesco II Sforza di Caravaggio, nobile italiano
- 1685 - Michel Le Tellier, politico francese (n. 1603)
- 1688 - Pietro Paolo Caravaggio, matematico e ingegnere militare italiano (n. 1617)

## XVIII secolo(20)
- 1702 - Laurent d'Arvieux, viaggiatore francese (n. 1635)
- 1704 - Federica Amalia di Danimarca, principessa danese (n. 1649)
- 1711 - Wilhelmus à Brakel, predicatore e teologo olandese (n. 1635)
- 1715 - Thomas Lennard, I conte di Sussex, nobile e politico inglese (n. 1654)
- 1724 - Maria di Lorena, principessa (n. 1674)
- 1734 - Carlo Buratti, architetto svizzero (n. 1651)
- 1739 - Angelo d'Acri, presbitero italiano (n. 1669)
- 1742 - Maddalena Guglielmina di Württemberg, nobildonna (n. 1677)
- 1757 - Osman III, sultano ottomano (n. 1699)
- 1757 - Edward Vernon, ammiraglio inglese (n. 1684)
- 1770 - Najib al-Dawla, politico e militare afghano
- 1774 - Giacomo Maria Paitoni, presbitero e scrittore italiano (n. 1708)
- 1778 - Davide Perez, compositore italiano (n. 1711)
- 1785 - Gustav Philip Creutz, poeta e diplomatico finlandese (n. 1731)
- 1787 - Ferdinando Galiani, economista italiano (n. 1728)
- 1789 - Pasquale Bondini, basso e impresario teatrale italiano
- 1790 - Karai Senryū, poeta giapponese (n. 1718)
- 1796 - Archibald Montgomerie, XI conte di Eglinton, nobile, militare e politico scozzese (n. 1726)
- 1798 - Anton Hickel, pittore austriaco (n. 1745)
- 1800 - Anna Morichelli Bosello, soprano italiano

## XIX secolo(54)
- 1802 - Charles Alexandre de Calonne, politico e economista francese (n. 1734)
- 1804 - John Linn, scrittore statunitense (n. 1777)
- 1809 - William Henry Cavendish-Bentinck, III duca di Portland, nobile e politico britannico (n. 1738)
- 1810 - Louis-François-Alexandre de Jarente de Senas d'Orgeval, vescovo cattolico francese (n. 1746)
- 1812 - Nikolaj Alekseevič Tučkov, generale russo (n. 1765)
- 1813 - Antoine Guillaume Delmas, generale francese (n. 1768)
- 1816 - Federico I di Württemberg, re (n. 1754)
- 1824 - Charles Robert Maturin, scrittore e drammaturgo irlandese (n. 1782)
- 1826 - Félix Berenguer de Marquina, militare spagnolo (n. 1733)
- 1827 - Henry Salt, diplomatico, artista e viaggiatore britannico (n. 1780)
- 1829 - Camillo Alleva, arcivescovo cattolico italiano (n. 1770)
- 1832 - Hyacinthe Hervouët de La Robrie, generale francese (n. 1771)
- 1833 - Cesare Albertini, patriota italiano (n. 1770)
- 1842 - Allan Cunningham, scrittore e giornalista scozzese (n. 1784)
- 1845 - Nicolas Toussaint Charlet, pittore e incisore francese (n. 1792)
- 1847 - Ivan Gavrilovič Kruglikov, politico russo (n. 1787)
- 1848 - Numa Pompilio Tanzini, religioso italiano (n. 1801)
- 1849 - Ekaterina Fëdorovna Barjatinskaja-Dolgorukova, nobildonna russa (n. 1769)
- 1849 - William Keppel, IV conte di Albemarle, nobile e politico inglese (n. 1772)
- 1850 - Giacomo Angelo Lotti, avvocato, notaio e politico svizzero (n. 1784)
- 1853 - Vito Capialbi, letterato, storico e archeologo italiano (n. 1790)
- 1853 - Pietro Raimondi, compositore italiano (n. 1786)
- 1854 - Frederick FitzClarence, nobile e ufficiale inglese (n. 1799)
- 1864 - Frederick Hervey, II marchese di Bristol, politico britannico (n. 1800)
- 1867 - Filippo Maria Mignanti, abate, storico e religioso italiano (n. 1810)
- 1868 - Sikandar Begum, principe indiano (n. 1817)
- 1875 - James Otis, politico statunitense (n. 1826)
- 1877 - Luigi Bianchis di Pomaretto, generale italiano (n. 1806)
- 1877 - Feliks Nikolaevič Sumarokov-Ėl'ston, generale russo (n. 1820)
- 1880 - Fred White, poliziotto statunitense (n. 1849)
- 1881 - Louis Blanchenay, avvocato e politico svizzero (n. 1801)
- 1881 - Charles Auguste Bretagne, funzionario francese (n. 1837)
- 1882 - Olegario Víctor Andrade, poeta, giornalista e politico argentino (n. 1839)
- 1882 - Thomas Walter, architetto statunitense (n. 1804)
- 1883 - Robert Volkmann, compositore tedesco (n. 1815)
- 1884 - Pasquale Brignoli, tenore italiano (n. 1824)
- 1884 - Auguste Migette, pittore e disegnatore francese (n. 1802)
- 1884 - Federico Spantigati, politico italiano (n. 1831)
- 1885 - Gustav Adolf Merkel, organista e compositore tedesco (n. 1827)
- 1885 - Giuseppe Ravizza, inventore italiano (n. 1811)
- 1890 - Louis Jacolliot, scrittore, orientalista e indologo francese (n. 1837)
- 1891 - Frederick Henry Ambrose Scrivener, biblista britannico (n. 1813)
- 1891 - Truman Seymour, generale e pittore statunitense (n. 1824)
- 1892 - Ol'ga Nikolaevna Romanova, nobile russa (n. 1822)
- 1893 - John Joseph Caldwell Abbott, politico canadese (n. 1821)
- 1893 - Karl Bodmer, pittore, fotografo e illustratore francese (n. 1809)
- 1893 - Georg Michael Pfaff, artigiano e imprenditore tedesco (n. 1823)
- 1896 - Gustav Adolf von Hohenlohe-Schillingsfürst, cardinale tedesco (n. 1823)
- 1896 - Francesco Tamassia, notaio e numismatico italiano (n. 1816)
- 1898 - Josiah Latimer Clark, ingegnere britannico (n. 1822)
- 1898 - Jakov Petrovič Polonskij, poeta russo (n. 1819)
- 1899 - Arthur Blomfield, architetto e restauratore britannico (n. 1829)
- 1900 - Tito Camillo Cazzaniga, matematico italiano (n. 1872)
- 1900 - Giuseppe Maria Salvi Cristiani, insegnante e politico italiano (n. 1840)

## XX secolo(244)
- 1902 - Eugène Müntz, storico dell'arte francese (n. 1845)
- 1902 - Nicolò Trigari, politico italiano (n. 1827)
- 1903 - Ozaki Kōyō, scrittore giapponese (n. 1868)
- 1905 - Alan Cathcart, III conte Cathcart, nobile e ufficiale scozzese (n. 1828)
- 1905 - Jean Baptiste Louis Pierre, botanico francese (n. 1833)
- 1906 - Gathorne Gathorne-Hardy, I conte di Cranbrook, politico inglese (n. 1814)
- 1906 - Giuseppe Paderi Concas, vescovo cattolico italiano (n. 1826)
- 1907 - Charles Pêtre, scultore francese (n. 1828)
- 1908 - Caroline Webster Schermerhorn Astor, socialite statunitense (n. 1830)
- 1909 - Alois Monti, pediatra austriaco (n. 1839)
- 1910 - Cristóbal Colón de la Cerda, nobile e politico spagnolo (n. 1837)
- 1910 - Henry Dunant, filantropo e imprenditore svizzero (n. 1828)
- 1910 - Saverio Masi, politico italiano (n. 1855)
- 1911 - Elizabeth Herbert, traduttrice, scrittrice e filantropa inglese (n. 1822)
- 1912 - James S. Sherman, politico statunitense (n. 1855)
- 1913 - Sophie Opel, imprenditrice tedesca (n. 1840)
- 1914 - Hugh William Grosvenor, nobile e ufficiale inglese (n. 1884)
- 1914 - Ernst Stadler, poeta e critico letterario tedesco (n. 1883)
- 1915 - Zelma Rawlston, attrice teatrale, comica e imitatrice statunitense
- 1915 - Charles Tupper, politico canadese (n. 1821)
- 1916 - Peter Dodds McCormick, musicista scozzese (n. 1834)
- 1917 - Gian Giacomo Badini, militare italiano (n. 1894)
- 1917 - Mario Baistrocchi, attore teatrale e militare italiano (n. 1892)
- 1917 - Heinrich Gontermann, militare e aviatore tedesco (n. 1896)
- 1917 - Ettore Laiolo, militare italiano (n. 1889)
- 1917 - Emidio Spinucci, militare italiano (n. 1870)
- 1918 - Aleksandr Bagration-Mukhrani, militare georgiano (n. 1853)
- 1918 - Giulio Lusi, militare italiano (n. 1899)
- 1918 - Augustus Paget, aviatore britannico (n. 1898)
- 1919 - Hans von Freden, militare e aviatore tedesco (n. 1892)
- 1919 - Ella Wheeler Wilcox, scrittrice statunitense (n. 1850)
- 1920 - James Roche, III barone Fermoy, nobile irlandese (n. 1852)
- 1922 - Pavel Vladimirovič Argeev, ufficiale russo (n. 1887)
- 1922 - Alduino Emidi, fantino italiano (n. 1876)
- 1922 - Géza Gárdonyi, scrittore ungherese (n. 1863)
- 1923 - Andrew Bonar Law, politico britannico (n. 1858)
- 1923 - Clara Brett Martin, avvocata canadese (n. 1874)
- 1925 - Virgilio Savini, imprenditore italiano (n. 1852)
- 1926 - Luigi Venosta, funzionario e politico italiano (n. 1845)
- 1927 - Maximilian Harden, giornalista tedesco (n. 1861)
- 1928 - Paul Albert Bartholomé, scultore e pittore francese (n. 1848)
- 1928 - Robert Lansing, politico e avvocato statunitense (n. 1864)
- 1928 - Oscar Sonneck, editore e musicologo statunitense (n. 1873)
- 1929 - Jacques Doucet, stilista e collezionista d'arte francese (n. 1853)
- 1929 - August Musger, prete e fisico austriaco (n. 1868)
- 1930 - Federico Andreotti, pittore italiano (n. 1847)
- 1930 - Angela Nikoletti, insegnante austriaca (n. 1905)
- 1930 - Toyoda Sakichi, inventore e imprenditore giapponese (n. 1867)
- 1932 - David Hartford, regista, attore e produttore cinematografico statunitense (n. 1873)
- 1932 - Harold McGrath, scrittore e sceneggiatore statunitense (n. 1871)
- 1932 - Paul Methuen, III barone Methuen, nobile e generale britannico (n. 1845)
- 1933 - Dario Baldi, medico e politico italiano (n. 1857)
- 1933 - Enrico Burci, chirurgo italiano (n. 1862)
- 1935 - Marie Brun, golfista francese (n. 1858)
- 1935 - Lindsay Bury, calciatore inglese (n. 1857)
- 1935 - Ployer Peter Hill, aviatore e militare statunitense (n. 1894)
- 1935 - Sylvain Lévi, storico delle religioni, orientalista e filologo francese (n. 1863)
- 1935 - Alwin Neuß, attore e regista tedesco (n. 1879)
- 1935 - Giuseppe Piergili, filologo e biografo italiano (n. 1843)
- 1936 - Giovanni Merloni, politico, giornalista e antifascista italiano (n. 1873)
- 1936 - Lorado Taft, scultore, scrittore e educatore statunitense (n. 1860)
- 1937 - Avel' Enukidze, politico georgiano (n. 1877)
- 1937 - Aleksej Semënovič Kiselëv, politico sovietico (n. 1879)
- 1937 - Vladimir Pavlovič Miljutin, politico sovietico (n. 1884)
- 1939 - Ernesto Murolo, poeta, drammaturgo e giornalista italiano (n. 1876)
- 1941 - Lorenzo Allievi, ingegnere italiano (n. 1856)
- 1941 - Camillo Guidi, ingegnere italiano (n. 1853)
- 1941 - Gino-Gian Mandrone, pittore, restauratore e decoratore italiano (n. 1882)
- 1941 - Sigismund Waitz, arcivescovo cattolico austriaco (n. 1864)
- 1942 - Walter Buckmaster, giocatore di polo inglese (n. 1872)
- 1942 - Norbert Čapek, missionario ceco (n. 1870)
- 1943 - Beatrice Hastings, giornalista, scrittrice e poetessa inglese (n. 1879)
- 1943 - August Nagel, progettista e imprenditore tedesco (n. 1882)
- 1943 - Ezio Rizzotti, calciatore italiano (n. 1912)
- 1944 - Monaldo Calari, partigiano italiano (n. 1914)
- 1944 - Grace Henderson, attrice statunitense (n. 1861)
- 1944 - Miloslav Jeník, calciatore boemo (n. 1884)
- 1944 - Karaton, militare e partigiano sovietico
- 1944 - Corrado Masetti, militare, antifascista e partigiano italiano (n. 1915)
- 1945 - Georg Alexander, attore, regista e produttore cinematografico tedesco (n. 1888)
- 1945 - Aubertin Walter Sothern Mallaby, militare britannico (n. 1899)
- 1946 - Charles Despiau, scultore francese (n. 1874)
- 1947 - John Joseph Cantwell, arcivescovo cattolico irlandese (n. 1874)
- 1947 - Mathieu Crickboom, violinista, compositore e insegnante belga (n. 1871)
- 1949 - Margery Bonney Erskine, attrice inglese (n. 1864)
- 1949 - Angela Hitler, austriaca (n. 1883)
- 1950 - Onni Pellinen, lottatore finlandese (n. 1899)
- 1950 - Borys Verlins'kyj, scacchista ucraino (n. 1888)
- 1952 - Decimo Passani, scultore italiano (n. 1884)
- 1952 - Mike Pingitore, suonatore di banjo statunitense (n. 1888)
- 1953 - Erik Dahlström, calciatore svedese (n. 1894)
- 1953 - Alice Eastwood, botanica canadese (n. 1859)
- 1953 - Emmerich Kálmán, compositore ungherese (n. 1882)
- 1953 - Leonid Kreutzer, pianista tedesco (n. 1884)
- 1953 - Willi Worpitzky, calciatore tedesco (n. 1886)
- 1955 - Carlo Giartosio, ammiraglio italiano (n. 1892)
- 1955 - Dimitrie Gusti, sociologo, etnologo e storico romeno (n. 1880)
- 1955 - William Reid, cestista, allenatore di pallacanestro e dirigente sportivo statunitense (n. 1893)
- 1955 - Filippo Saporito, psichiatra italiano (n. 1870)
- 1956 - Pío Baroja, scrittore spagnolo (n. 1872)
- 1956 - Maria Teresa Ferrari, medica e docente argentina (n. 1887)
- 1956 - Vladimir Petrovič Filatov, medico sovietico (n. 1875)
- 1956 - Jacques Moeschal, calciatore belga (n. 1900)
- 1956 - Andrej Vladimirovič Romanov, nobile russo (n. 1879)
- 1957 - José Patricio Guggiari, politico paraguaiano (n. 1884)
- 1958 - Gennaro Fantastico, pittore e cantante italiano (n. 1881)
- 1958 - Walter Goetz, storico tedesco (n. 1867)
- 1958 - Rose Macaulay, scrittrice britannica (n. 1881)
- 1959 - Noel Francis, attrice statunitense (n. 1906)
- 1959 - Cesarino Franco, compositore e flautista italiano (n. 1884)
- 1960 - George Bonhag, mezzofondista, marciatore e siepista statunitense (n. 1882)
- 1961 - Georges Artigue, calciatore svizzero (n. 1883)
- 1961 - Luigi Einaudi, politico, economista e giornalista italiano (n. 1874)
- 1961 - Cayetano Ordóñez, torero spagnolo (n. 1904)
- 1961 - Natale Sardelli, architetto italiano (n. 1890)
- 1961 - Margherita Sarfatti, critica d'arte italiana (n. 1880)
- 1961 - Carlo Semenza, ingegnere e alpinista italiano (n. 1893)
- 1962 - Yvette Andréyor, attrice francese (n. 1891)
- 1963 - Hugh O'Flaherty, presbitero irlandese (n. 1898)
- 1963 - Daniel Rothman, scrittore e drammaturgo tedesco (n. 1929)
- 1963 - Vittorio Vaser, attore italiano (n. 1904)
- 1963 - Oleksij Zaryc'kyj, presbitero ucraino (n. 1912)
- 1964 - Pertti Mutru, cestista finlandese (n. 1930)
- 1964 - Luciano Savorini, ginnasta italiano (n. 1885)
- 1965 - Francisco Garza Gutiérrez, calciatore messicano (n. 1904)
- 1965 - Paul Grümmer, violoncellista tedesco (n. 1879)
- 1965 - Arthur Schlesinger Sr., storico statunitense (n. 1888)
- 1967 - Remo Ranieri, dirigente d'azienda italiano (n. 1894)
- 1967 - Luigi Stabilini, ingegnere italiano (n. 1896)
- 1968 - Pert Kelton, attrice statunitense (n. 1907)
- 1968 - Ramón Novarro, attore e regista messicano (n. 1899)
- 1968 - Conrad Richter, scrittore, sceneggiatore e giornalista statunitense (n. 1890)
- 1968 - Rose Wilder Lane, scrittrice, politologa e saggista statunitense (n. 1886)
- 1969 - Tony Sbarbaro, compositore statunitense (n. 1897)
- 1970 - Ruggero Zangrandi, giornalista, scrittore e storico italiano (n. 1915)
- 1971 - Osvald Chlubna, compositore ceco (n. 1893)
- 1971 - Mack Ray Edwards, serial killer statunitense (n. 1918)
- 1971 - Ol'ga Ivanovna Preobraženskaja, attrice e regista sovietica (n. 1881)
- 1971 - Andrej Petrovič Tutyškin, regista cinematografico e attore sovietico (n. 1910)
- 1971 - Gianni Widmer, pioniere dell'aviazione austro-ungarico (n. 1892)
- 1972 - Aldo Ferrabino, storico, filosofo e bibliotecario italiano (n. 1892)
- 1972 - Ervín Kováč, calciatore slovacco (n. 1911)
- 1972 - Hans Multhopp, ingegnere aeronautico tedesco (n. 1913)
- 1972 - Silvio Sganzini, linguista, insegnante e lessicografo svizzero (n. 1898)
- 1973 - Filippo Figari, pittore italiano (n. 1885)
- 1973 - József Péter, calciatore ungherese (n. 1904)
- 1974 - Nazzareno Allegra, allenatore di calcio e calciatore italiano (n. 1889)
- 1974 - Guido Fassò, giurista e filosofo italiano (n. 1915)
- 1974 - Hans Hinrich, attore, regista e doppiatore tedesco (n. 1903)
- 1974 - Ernst Lothar, scrittore e regista teatrale austriaco (n. 1890)
- 1974 - Giovanni March, pittore italiano (n. 1894)
- 1974 - Federico Sani, arbitro di calcio italiano (n. 1893)
- 1975 - Rodolfo Ferrari, fisiologo, biologo e farmacologo italiano (n. 1904)
- 1975 - Gustav Hertz, fisico tedesco (n. 1887)
- 1975 - Andrés Mazali, calciatore uruguaiano (n. 1902)
- 1976 - Karianne Christiansen, sciatrice alpina norvegese (n. 1949)
- 1976 - Carlo Gonan, politico italiano (n. 1910)
- 1976 - Alfred Landé, fisico tedesco (n. 1888)
- 1977 - Irakli Bagration-Mukhrani, principe georgiano (n. 1909)
- 1977 - Renato Curi, calciatore italiano (n. 1953)
- 1977 - Gustav Krklec, scrittore, poeta e critico letterario croato (n. 1899)
- 1977 - Joseph Zerilli, mafioso italiano (n. 1897)
- 1978 - Wallace MacDonald, attore e produttore cinematografico canadese (n. 1891)
- 1979 - Rachele Guidi, italiana (n. 1890)
- 1979 - Carmine Mancinelli, politico italiano (n. 1889)
- 1979 - Mickey McBan, attore statunitense (n. 1919)
- 1979 - Barnes Wallis, ingegnere e scienziato britannico (n. 1887)
- 1980 - Arne Røisland, calciatore norvegese (n. 1923)
- 1981 - Aline van Barentzen, pianista statunitense (n. 1897)
- 1981 - Lew Jenkins, pugile statunitense (n. 1916)
- 1981 - Stylianos Mavromichalis, politico greco (n. 1902)
- 1981 - Giocondo Pillonetto, poeta italiano (n. 1910)
- 1982 - Angelo Ephrikian, violinista, direttore d'orchestra e compositore italiano (n. 1913)
- 1982 - Karl Ragnar Gierow, regista, scrittore e traduttore svedese (n. 1904)
- 1982 - Iryna Vil'de, scrittrice ucraina (n. 1907)
- 1982 - Raúl Toro, calciatore cileno (n. 1911)
- 1983 - André-Jacques Fougerat, vescovo cattolico francese (n. 1902)
- 1984 - William D'Amico, bobbista statunitense (n. 1910)
- 1984 - June Duprez, attrice britannica (n. 1918)
- 1984 - Carlo Infascelli, produttore cinematografico, regista e sceneggiatore italiano (n. 1913)
- 1984 - Franco Nebbia, musicista, conduttore radiofonico e attore italiano (n. 1927)
- 1985 - Aimé Dossche, ciclista su strada e dirigente sportivo belga (n. 1902)
- 1985 - Beniamino Fiamma, ingegnere e inventore italiano (n. 1899)
- 1985 - Kirby Grant, attore statunitense (n. 1911)
- 1986 - Dino Curcio, attore italiano (n. 1929)
- 1986 - Guido Lelli, ciclista su strada italiano (n. 1921)
- 1986 - Abel Meeropol, scrittore e insegnante statunitense (n. 1903)
- 1986 - Ernst Poertgen, calciatore tedesco (n. 1912)
- 1987 - Joseph Campbell, saggista e storico delle religioni statunitense (n. 1904)
- 1987 - Erich Frost, compositore tedesco (n. 1900)
- 1987 - Luigi Uneddu, calciatore e allenatore di calcio italiano (n. 1915)
- 1988 - Ernst Fritz Fürbringer, attore e doppiatore tedesco (n. 1900)
- 1988 - T. Hee, sceneggiatore e disegnatore statunitense (n. 1911)
- 1988 - Tasos Livaditis, poeta greco (n. 1922)
- 1988 - Francisco Rodrigues, calciatore brasiliano (n. 1925)
- 1989 - Walter Guandalini, calciatore italiano (n. 1906)
- 1989 - Doug Legg, cestista britannico (n. 1914)
- 1989 - Aristid Lindenmayer, biologo ungherese (n. 1925)
- 1989 - Raymond Offner, cestista francese (n. 1927)
- 1989 - Pedro Vargas, tenore e attore messicano (n. 1906)
- 1990 - Willy Jürissen, calciatore tedesco (n. 1912)
- 1990 - Harry Lauter, attore statunitense (n. 1914)
- 1990 - Craig Russell, attore e cantante canadese (n. 1948)
- 1990 - Alfred Sauvy, economista e sociologo francese (n. 1898)
- 1990 - Rajaram Vankudre Shantaram, regista e sceneggiatore indiano (n. 1901)
- 1991 - Renato Appi, poeta e drammaturgo italiano (n. 1923)
- 1991 - Renato de Barbieri, violinista italiano (n. 1920)
- 1991 - Aniela Jaffé, psicologa tedesca (n. 1903)
- 1992 - Dionizije Dvornić, calciatore jugoslavo (n. 1926)
- 1992 - Joan Mitchell, pittrice statunitense (n. 1925)
- 1993 - Paul Grégoire, cardinale e arcivescovo cattolico canadese (n. 1911)
- 1993 - Pauli Jørgensen, calciatore danese (n. 1905)
- 1993 - Antonio Pala, sindacalista e politico italiano (n. 1928)
- 1993 - Maria Solveg-Matray, attrice, sceneggiatrice e coreografa tedesca (n. 1907)
- 1994 - Nicholas Georgescu-Roegen, economista, matematico e statistico rumeno (n. 1906)
- 1994 - Alphonse Verniers, ciclista su strada belga (n. 1910)
- 1995 - Paolo Alatri, storico e politico italiano (n. 1918)
- 1995 - Stephen Bekassy, attore ungherese (n. 1907)
- 1995 - Virginia Bradford, attrice statunitense (n. 1899)
- 1995 - Brian Easdale, compositore britannico (n. 1909)
- 1995 - Konstantin Naumovič Voinov, regista cinematografico sovietico (n. 1918)
- 1996 - Roberto Belangero, calciatore e allenatore di calcio brasiliano (n. 1928)
- 1996 - Rohan Butler, storico e diplomatico statunitense (n. 1917)
- 1996 - Frank Kurtz, tuffatore e aviatore statunitense (n. 1911)
- 1997 - Samuel Fuller, regista, sceneggiatore e produttore cinematografico statunitense (n. 1912)
- 1997 - Janez Jeglič, alpinista sloveno (n. 1961)
- 1997 - Sydney Newman, produttore televisivo e produttore cinematografico canadese (n. 1917)
- 1998 - Ancillotto Ancillotti, calciatore e allenatore di calcio italiano (n. 1914)
- 1998 - Guido De Santi, ciclista su strada italiano (n. 1923)
- 1998 - Apo Lazaridès, ciclista su strada greco (n. 1925)
- 1998 - Clyde Turner, giocatore di football americano statunitense (n. 1919)
- 1998 - Elmer Vasko, hockeista su ghiaccio canadese (n. 1935)
- 1998 - Heinz Westphal, politico tedesco (n. 1924)
- 1999 - Ratko Čolić, calciatore jugoslavo (n. 1917)
- 1999 - Gábor Pogány, direttore della fotografia ungherese (n. 1915)
- 1999 - Nise da Silveira, psichiatra, psicoanalista e psicologa brasiliana (n. 1905)
- 1999 - Maigonis Valdmanis, cestista e allenatore di pallacanestro sovietico (n. 1933)
- 2000 - Steve Allen, musicista, attore e personaggio televisivo statunitense (n. 1921)
- 2000 - Giuseppe Cavagnero, calciatore italiano (n. 1924)
- 2000 - Maurice Cullaz, giornalista francese (n. 1912)
- 2000 - María Elena Galiano, aracnologa argentina (n. 1928)
- 2000 - Henri Pichette, poeta e drammaturgo francese (n. 1924)
- 2000 - Poul Rasmussen, calciatore danese (n. 1925)
- 2000 - Giovanni Righi, calciatore italiano (n. 1915)

## XXI secolo(139)
- 2001 - Alberto Zolim Filho, calciatore brasiliano (n. 1921)
- 2002 - Juan Antonio Bardem, regista cinematografico spagnolo (n. 1922)
- 2002 - Lee H. Katzin, regista statunitense (n. 1935)
- 2002 - Jason Mizell, disc jockey e produttore discografico statunitense (n. 1965)
- 2002 - Pietro Sanchini, incisore italiano (n. 1915)
- 2003 - Franco Bonisolli, tenore italiano (n. 1938)
- 2003 - Ron Davies, cantautore statunitense (n. 1946)
- 2003 - Alessandro Galante Garrone, storico, scrittore e magistrato italiano (n. 1909)
- 2003 - Börje Leander, calciatore svedese (n. 1918)
- 2003 - Steve O'Rourke, manager e pilota automobilistico britannico (n. 1940)
- 2004 - Mohand Idir Ait Amrane, poeta algerino (n. 1924)
- 2004 - Earl Dodd, cestista statunitense (n. 1924)
- 2004 - Sante Maria Romitelli, compositore e direttore d'orchestra italiano (n. 1921)
- 2004 - Michele Scianatico, politico e imprenditore italiano (n. 1920)
- 2005 - Tetsuo Hamuro, nuotatore giapponese (n. 1917)
- 2005 - Al López, giocatore di baseball e allenatore di baseball statunitense (n. 1908)
- 2005 - Antonio Sánchez Valdés, calciatore e allenatore di calcio spagnolo (n. 1914)
- 2006 - Pedro Alonso Arbeleche, cestista cubano (n. 1910)
- 2006 - Clifford Geertz, antropologo statunitense (n. 1926)
- 2006 - Fahad bin Sa'ud Al Sa'ud, principe, politico e diplomatico saudita (n. 1923)
- 2007 - Renato Brogelli, drammaturgo italiano (n. 1915)
- 2007 - Oreste Castagna, partigiano italiano (n. 1917)
- 2007 - Robert Goulet, cantante, attore e showman statunitense (n. 1933)
- 2007 - Peter Hoagland, politico statunitense (n. 1941)
- 2007 - Larry Lee, chitarrista e cantautore statunitense (n. 1943)
- 2007 - Srđan Mrkušić, calciatore e ingegnere jugoslavo (n. 1915)
- 2007 - John Woodruff, mezzofondista statunitense (n. 1915)
- 2008 - Cora Mae Bryant, cantante e compositrice statunitense (n. 1926)
- 2008 - Valentin Bubukin, calciatore e allenatore di calcio sovietico (n. 1933)
- 2008 - Giuseppe Cassieri, scrittore, commediografo e saggista italiano (n. 1926)
- 2008 - Ivo Perišin, politico croato (n. 1925)
- 2008 - Alfredo Rossi, imprenditore, produttore discografico e editore italiano (n. 1925)
- 2008 - Regina Schöpf, sciatrice alpina austriaca (n. 1935)
- 2009 - Ted Alevizos, cantante statunitense (n. 1926)
- 2009 - Nicola Fierro, storico e archeologo italiano
- 2009 - Clark Howat, attore statunitense (n. 1918)
- 2009 - Juvenal, calciatore brasiliano (n. 1923)
- 2009 - Claude Lévi-Strauss, antropologo, etnologo e filosofo francese (n. 1908)
- 2009 - June Middleton, attivista australiana (n. 1926)
- 2009 - Howie Schultz, giocatore di baseball, cestista e allenatore di pallacanestro statunitense (n. 1922)
- 2009 - František Veselý, calciatore cecoslovacco (n. 1943)
- 2010 - John Benson, calciatore, allenatore di calcio e dirigente sportivo scozzese (n. 1942)
- 2010 - Romano Bonagura, bobbista italiano (n. 1930)
- 2010 - Édouard Carpentier, wrestler francese (n. 1926)
- 2010 - Helen Hadsell, scrittrice statunitense (n. 1924)
- 2010 - Meta Elste, ginnasta statunitense (n. 1919)
- 2010 - Luigi Grassani, politico italiano (n. 1926)
- 2010 - Harry Mulisch, scrittore, poeta e drammaturgo olandese (n. 1927)
- 2011 - René Bauden, militare e aviatore francese (n. 1918)
- 2011 - Giulio Campanati, arbitro di calcio e imprenditore italiano (n. 1923)
- 2011 - Phyllis Love, attrice statunitense (n. 1925)
- 2011 - Piero Milesi, musicista, compositore e arrangiatore italiano (n. 1953)
- 2011 - Virginio Salimbeni, ciclista su strada italiano (n. 1922)
- 2012 - Franck Biancheri, politico francese (n. 1961)
- 2012 - Stefano Giovanardi, critico letterario italiano (n. 1949)
- 2012 - Dan Tieman, cestista e allenatore di pallacanestro statunitense (n. 1940)
- 2012 - Lebbeus Woods, architetto e artista statunitense (n. 1940)
- 2013 - Max Bléneau, ciclista su strada francese (n. 1934)
- 2013 - Pete Haycock, musicista e compositore britannico (n. 1951)
- 2013 - Ray Mielczarek, calciatore gallese (n. 1946)
- 2013 - Anca Petrescu, architetta e politica rumena (n. 1949)
- 2013 - Perfecto Rodríguez, calciatore e allenatore di calcio argentino (n. 1933)
- 2013 - Franco Rossi, giornalista italiano (n. 1944)
- 2013 - Frank Wess, sassofonista e flautista statunitense (n. 1922)
- 2014 - Renée Asherson, attrice britannica (n. 1915)
- 2014 - Xavier de Villepin, funzionario e politico francese (n. 1926)
- 2014 - Thomas Menino, politico statunitense (n. 1942)
- 2015 - Clayton Alderfer, psicologo statunitense (n. 1940)
- 2015 - Mel Daniels, cestista e allenatore di pallacanestro statunitense (n. 1944)
- 2015 - Etrio Fidora, giornalista italiano (n. 1930)
- 2015 - Al Molinaro, attore statunitense (n. 1919)
- 2015 - Franco Persiani, ingegnere italiano (n. 1949)
- 2015 - Sinan Şamil Sam, pugile turco (n. 1974)
- 2016 - Luigi Fenga, poeta, romanziere e saggista italiano (n. 1928)
- 2016 - Tammy Grimes, attrice e cantante statunitense (n. 1934)
- 2016 - David Nash, allenatore di rugby a 15 e rugbista a 15 gallese (n. 1950)
- 2016 - Don Marshall, attore, doppiatore e regista statunitense (n. 1936)
- 2016 - Xia Meng, attrice e produttrice cinematografica hongkonghese (n. 1933)
- 2017 - Algimantas Butnorius, scacchista lituano (n. 1946)
- 2017 - János Halász, cestista ungherese (n. 1929)
- 2017 - Judy Martz, politica e pattinatrice di velocità su ghiaccio statunitense (n. 1943)
- 2017 - Salvador Minuchin, pediatra, psichiatra e psicoterapeuta argentino (n. 1921)
- 2017 - Amina Okueva, medico ucraino (n. 1983)
- 2017 - Eugène Parlier, calciatore svizzero (n. 1929)
- 2017 - Sandro Provvisionato, giornalista e scrittore italiano (n. 1951)
- 2017 - Mal Spence, velocista giamaicano (n. 1936)
- 2017 - Daniel Te'o-Nesheim, giocatore di football americano statunitense (n. 1987)
- 2017 - Daniel Viglietti, cantautore, compositore e chitarrista uruguaiano (n. 1939)
- 2017 - Abbas Zandi, lottatore iraniano (n. 1930)
- 2018 - James Bulger, mafioso statunitense (n. 1929)
- 2018 - María Irene Fornés, drammaturga cubana (n. 1930)
- 2018 - Hardy Fox, musicista statunitense (n. 1945)
- 2018 - Jin Yong, scrittore cinese (n. 1924)
- 2018 - Erika Mahringer, sciatrice alpina austriaca (n. 1924)
- 2018 - Aldo Sacchetti, partigiano italiano (n. 1921)
- 2018 - Sangharakshita, monaco buddista britannico (n. 1925)
- 2018 - Bob Skoronski, giocatore di football americano statunitense (n. 1934)
- 2018 - David Čerkasskij, regista e sceneggiatore sovietico (n. 1931)
- 2019 - Giovanni Bogliolo, francesista e traduttore italiano (n. 1938)
- 2019 - Enrico Braggiotti, banchiere italiano (n. 1923)
- 2019 - Russell Brookes, pilota di rally britannico (n. 1945)
- 2019 - Eugène Cremmer, fisico francese (n. 1942)
- 2019 - William J. Hughes, politico statunitense (n. 1932)
- 2019 - Michele Virano, compositore e polistrumentista italiano (n. 1923)
- 2020 - Herb Adderley, giocatore di football americano statunitense (n. 1939)
- 2020 - Robert Fisk, giornalista britannico (n. 1946)
- 2020 - Farkhonda Hassan, geologa egiziana (n. 1930)
- 2020 - Jenteal, attrice pornografica statunitense (n. 1976)
- 2020 - Žarko Knežević, cestista jugoslavo (n. 1947)
- 2020 - Jean-Marie Le Chevallier, politico francese (n. 1936)
- 2020 - Luigi Massignan, psichiatra e partigiano italiano (n. 1919)
- 2020 - Jan Myrdal, scrittore, regista e attivista svedese (n. 1927)
- 2020 - Nélson Couto e Silva Marques Lisboa, cestista brasiliano (n. 1934)
- 2020 - Ove Nygren, sciatore alpino norvegese (n. 1968)
- 2020 - Amfilohije Radović, arcivescovo ortodosso montenegrino (n. 1938)
- 2020 - Ambrogio Ravasi, vescovo cattolico e missionario italiano (n. 1929)
- 2020 - Lon Satton, attore statunitense (n. 1927)
- 2020 - Nobby Stiles, calciatore e allenatore di calcio britannico (n. 1942)
- 2020 - Aleksandr Vedernikov, direttore d'orchestra russo (n. 1964)
- 2020 - Arthur Wills, musicista, compositore e organista britannico (n. 1926)
- 2020 - Mesut Yılmaz, politico turco (n. 1947)
- 2021 - Pepi Bader, bobbista tedesco (n. 1941)
- 2021 - Gilberto Milani, dirigente sportivo e pilota motociclistico italiano (n. 1932)
- 2021 - Basílio do Nascimento, vescovo cattolico est-timorese (n. 1950)
- 2021 - Bert Newton, conduttore televisivo e attore australiano (n. 1938)
- 2021 - Luigi Reitani, germanista e traduttore italiano (n. 1959)
- 2021 - Bernardo Tengarrinha, calciatore portoghese (n. 1989)
- 2022 - Renato Baldi, architetto, urbanista e restauratore italiano (n. 1918)
- 2022 - Anthony Ortega, clarinettista, sassofonista e flautista statunitense (n. 1928)
- 2022 - Klaus Urmitzer, cestista tedesco (n. 1944)
- 2023 - Walter Adams, mezzofondista tedesco (n. 1945)
- 2023 - Sam Ball, giocatore di football americano statunitense (n. 1944)
- 2023 - Giuseppina Bertone, politica italiana (n. 1938)
- 2023 - Rodolfo Gigli, politico italiano (n. 1935)
- 2023 - Frank Howard, giocatore di baseball, allenatore di baseball e cestista statunitense (n. 1936)
- 2023 - Micaela Pignatelli, attrice, doppiatrice e dialoghista italiana (n. 1945)
- 2024 - Giovanni Cianfriglia, attore e stuntman italiano (n. 1935)
- 2024 - Arthur Moreira-Lima, pianista brasiliano (n. 1940)
- 2024 - Pedro Sarmiento, calciatore colombiano (n. 1956)

## Senza anno specificato(1)
- Antinoo, greco antico